# Eucladodes baleensis
Eucladodes baleensis är en fjärilsart som beskrevs av François Louis Nompar de Caumont de Laporte 1976. Eucladodes baleensis ingår i släktet Eucladodes och familjen nattflyn. Inga underarter finns listade i Catalogue of Life.